# Athena (2022)
Athena é um longa-metragem francês épico de ação dramática lançado em 2022 dirigido por Romain Gavras, com roteiro de Gavras, Ladj Ly e Elias Belkeddar. O filme é estrelado por Dali Benssalah, Sami Slimane, Anthony Bajon, Ouassini Embarek e Alexis Manenti. Sua estreia ocorreu no 79º Festival Internacional de Cinema de Veneza em 9 de setembro de 2022, onde concorreu ao Leão de Ouro, foi lançado em 23 de setembro de 2022 pela Netflix.

## Sinopse
Após a morte trágica de um jovem parisiense, há o estopim para uma revolta no complexo habitacional de Athena, no centro deste conflito entre os protestantes e a polícia, estão os irmãos mais velhos do jovem vítima do assassinato.

## Elenco
- Dali Benssalah como Abdel[3]
- Sami Slimane como Karim[3]
- Anthony Bajon como Jérôme[4]
- Ouassini Embarek como Moktar[3]
- Alexis Manenti como Sébastien[5]

## Produção
O filme foi produzido pela Iconoclast e Lyly Films. Foi filmado em 2021 no subúrbio parisiense de Évry-Courcouronnes. Possui diálogo em francês e árabe.

## Lançamento
O filme teve sua estreia mundial no 79º Festival Internacional de Cinema de Veneza. Distribuído pela Netflix, foi lançado em cinemas selecionados em 9 de setembro de 2022, seguido por um lançamento em streaming em 23 de setembro de 2022.

## Recepção

### Resposta da Crítica
No site agregador de críticas cinematográficas, Rotten Tomatoes, 83% das 53 resenhas são positivas, com nota média de 7,90/10. O consenso do site diz: "Embora possa indiscutivelmente falhar em fazer justiça a seus temas mais profundos, Athena proporciona uma visualização eletrizante e contundente no momento". Metacritic, que usa uma média ponderada, atribuiu ao filme uma pontuação de 72 em 100, com base em 20 críticos, indicando "críticas geralmente favoráveis".
David Rooney, do The Hollywood Reporter, resumiu o filme como "enervante, intenso e explosivo", considerando-o "uma granada viva, começando no modo de ignição total e aumentando sua intensidade com uma técnica virtuosa". Já Todd McCarthy, ao Deadline Hollywood, descreveu o filme como "uma torrente, uma inundação, uma cascata de raiva, fúria e frustração sobre as realidades da vida de um grupo específico de famílias francesas" que "agarra você pelo pescoço e mal permite um momento por um suspiro de ar". David Ehrlich, do IndieWire, classificou o filme como 'C+', considerando que é "apenas um filme muito legal sobre um país que está prestes a pegar fogo", que "teria sido mais angustiante e bem-sucedido se tivesse possuído totalmente a coragem de [a raiva dos despossuídos]".
Peter Bradshaw escrevendo ao The Guardian avaliou o filme com 3 de 5 estrelas, considerando-o um  destacado por "uma abertura sensacional", mas também perdendo "sua forma dramática" mais para frente. Lucile Commeaux, da France Culture, considera este filme "desonesto e ruim, em todos os sentidos da palavra", um "grande clipe lançado em uma plataforma que estetiza as consequências de um suposto erro policial", com uma "estrutura hiperartificial [ que] dificilmente mantém o interesse". Sandra Onana, do Libération, que denuncia um "dilúvio de violência estilizada" e "personagens inexistentes", julga que "Romain Gavras atordoa o espectador com uma descontração política que obriga ao desrespeito".

### Reação Política
Políticos de direita franceses, como Gilbert Collard, membro do partido de Éric Zemmour, reagiram assim que o teaser foi lançado, falando do filme como um prenúncio de uma "guerra civil" que está por vir.

### Impacto
Em 31 de outubro de 2022, migrantes na cidade austríaca de Linz entraram em confronto com a polícia e o filme foi mencionado como referência no Tik Tok, dias antes do incidente.